# Mosetse
Mosetse is een dorp in het district Central in Botswana. De plaats telt 1787 inwoners (2011).